# National Reconnaissance Office
Das National Reconnaissance Office (NRO, deutsch Nationales Aufklärungsamt) ist ein 1960/61 gegründeter Militärnachrichtendienst der USA, der für das militärische Satellitenprogramm verantwortlich ist.

## Auftrag und Organisation
Die durch Satellitenaufklärung gewonnenen Erkenntnisse dienen verschiedenen Zwecken, wie der internationalen Rüstungskontrolle und Nuklearüberwachung, der Frühwarnung vor militärischen Ereignissen, der Terrorismusbekämpfung, aber auch der Vorbereitung eigener Einsätze.
Das Personal wird zum Großteil von Militär und der CIA gestellt. Die Kosten dieses Nachrichtendienstes tragen CIA und Verteidigungsministerium. Formell untersteht das NRO einem Direktor, der jedoch dem Director of the Central Intelligence Agency gegenüber weisungsgebunden ist.

## Geschichte
Das NRO wurde am 25. August 1960 als  eine so genannte „schwarze“ Organisation gegründet, nach Managementproblemen und unzureichenden Fortschritten bei den Raketen- und Satellitenprogramme der USAF Satellite and Missile Observation System (SAMOS) und Missile Defense Alarm System (MIDAS). Offiziell existierte das  NRO lange nicht und das Budget wurde innerhalb des Verteidigungshaushaltes unter anderen Titeln versteckt. Sein frühes Budget war wahrscheinlich weitaus höher als das der CIA. Die Gründung erfolgte als Reaktion nach Debatten im Weißen Haus, im Verteidigungsministerium, in der Luftwaffe und bei der CIA nach dem Abschuss des CIA-Piloten Francis Gary Powers im Lockheed-U-2-Spionageflugzeug über der Sowjetunion am 1. Mai 1960 – was Auslöser für eine schwere Krise im Kalten Krieg zwischen Moskau und Washington war.
Die Existenz des NRO wurde 1973 aufgrund eines Fehlers in einem Bericht des Senatsausschusses, in dem es erwähnt wird, öffentlich. Das NRO war Teil der Air Intelligence Agency, wie Victor Marchetti und John D. Marks in ihrem Buch „The CIA and the Cult of Intelligence“ 1974 enthüllten. Innerhalb der AIA mit 2,7 Milliarden Dollar Budget machte das NRO, das das Satellitenprogramm für die ganze US-Nachrichtengemeinde leitete und durchführte, mit 1,5 Milliarden Dollar den größten Anteil aus. Langjähriger Leiter des NRO war der Luftwaffenoberst und spätere Brigadegeneral Ralph Steakly. Inzwischen ist das NRO aus der AIA ausgegliedert und verselbständigt.
Die Personalstärke beträgt nach eigenen Angaben ca. 3.000 Mitarbeiter.
Im Zuge der Veröffentlichungen durch Edward Snowden wurde ein Finanzbedarf von 10,3 Milliarden Dollar für das Jahr 2013 bekannt.

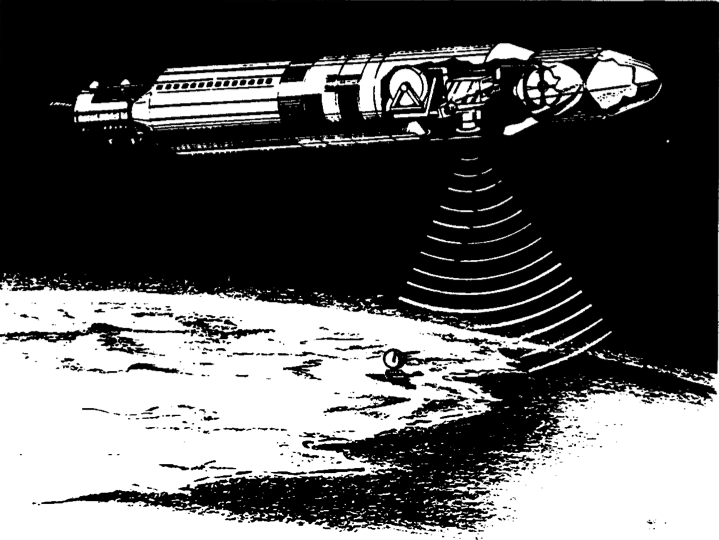
Geodetic Optical Photographic Satellite System (Studie von 1966)
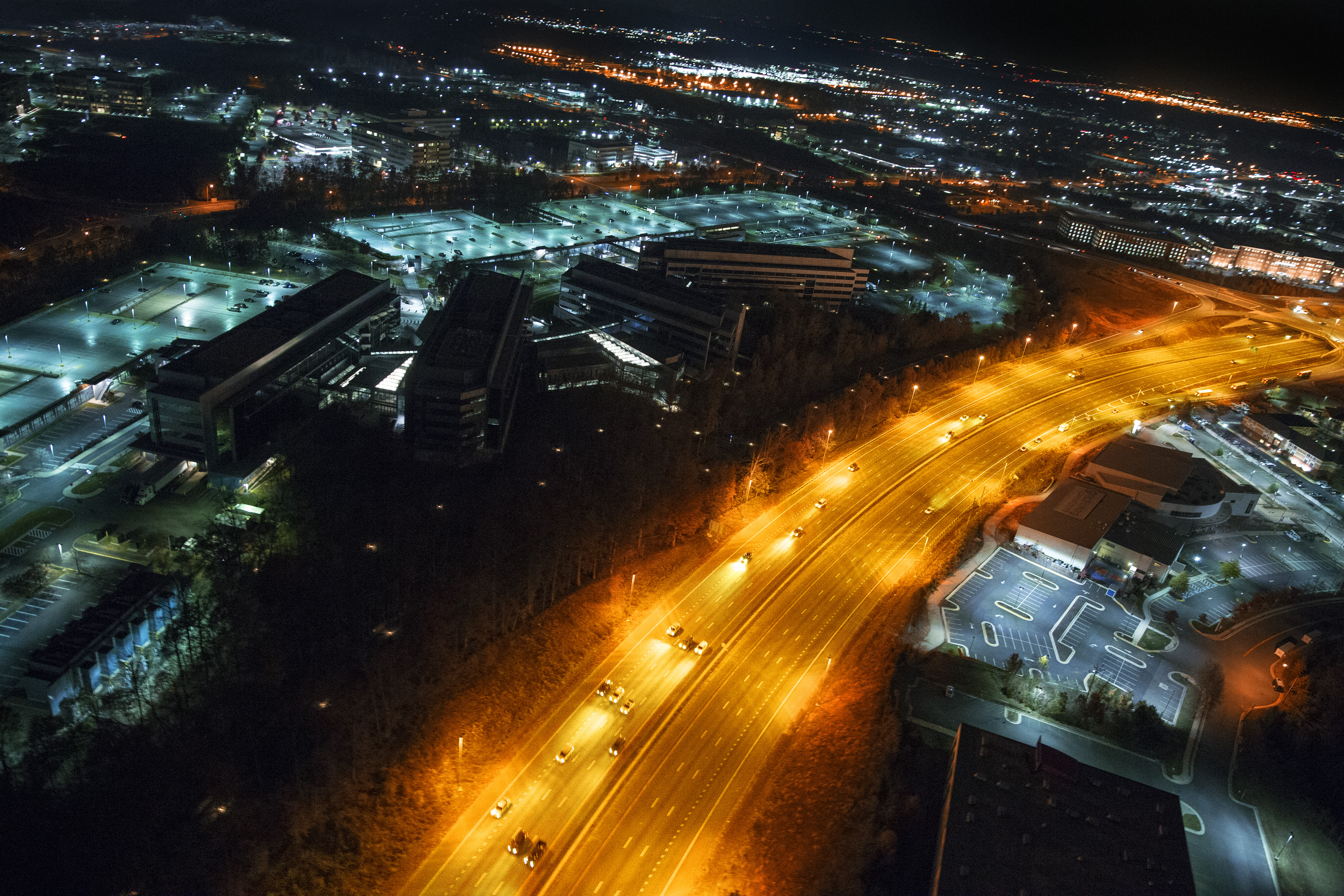
NRO-Hauptquartier in Chantilly, Virginia, 2013
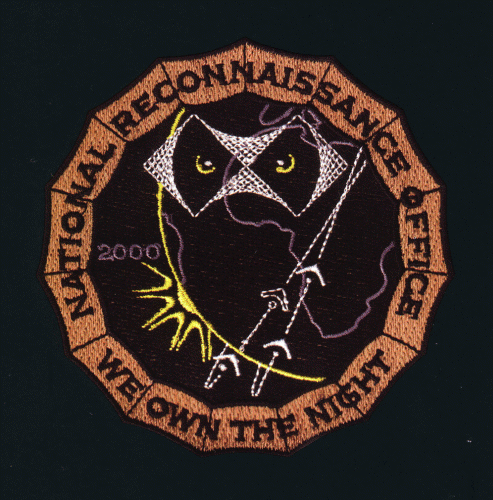
NRO-Missionspatch aus dem Jahr 2000 mit dem Slogan: We own the Night
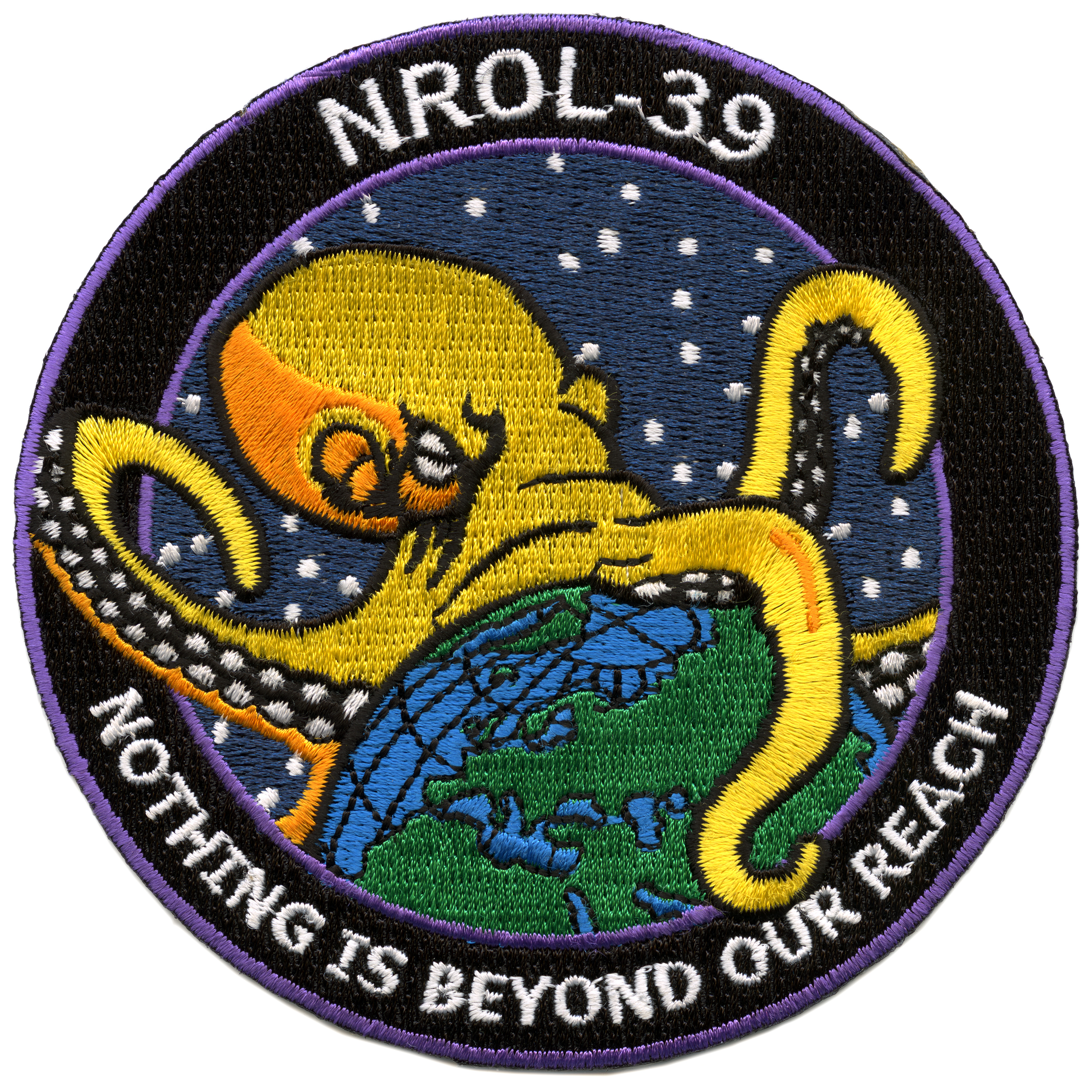
NRO-Missionspatch aus dem Jahr 2013 mit dem Slogan: Nothing is beyond our reach

## Satelliten
Die Satelliten des NROs (Aufklärungssatelliten) werden nur mit der Bezeichnung NROL (National Reconnaisance Office Launch) und einer Startnummer versehen. Weitere Informationen zu den Satelliten gibt es meist nicht.
- Keyhole-Serie—optische Satelliten:
  - KH-1, KH-2, KH-3, KH-4, KH-4A, KH-4B Corona (1959–1972)
  - KH-5 Argon (1961–1962)
  - KH-6 Lanyard (1963)
  - KH-7 Gambit (1963–1967)
  - KH-8 Gambit (1966–1984)
  - KH-9 Hexagon und Big Bird (1971–1986)
  - KH-10—Dorian (aufgegeben)
  - KH-11 Kennan und Crystal (1976–1988)
  - KH-12 Ikon und Improved Crystal (1990–?)
  - KH-13 Misty (1999–?)
- Samos, optische Aufklärung (1960–1962)
- Poppy, ELINT-Programm (1962–1971) setzte das Naval Research Laboratory’s GRAB-Programm fort (1960–1961)
- Jumpseat (1971–1983), Trumpet (1994–1997) und Trumpet Follow-On (2006–2017), SIGINT-Satelliten
- Lacrosse/Onyx— Radar-Satelliten (1988–)
- Canyon (1968–1977), Vortex/Chalet (1978–1989) und Mercury (1994–1998) – SIGINT und COMINT
- Rhyolite/Aquacade (1970–1978), Magnum/Orion (1985–1990), und Mentor (1995–2010) – SIGINT
- Quasar, Repeater-Satelliten
- Misty/Zirconic – Stealth-IMINT
- NROL-Missionen – Bezeichnungen für verschiedene geheime Satellitenmissionen

## Ehemalige Funktionsträger
- Frank Calvelli, ehemaliger Principal Deputy Director (PDDNRO)[6]
- Major General Susan K. Mashiko, USAF, ehemalige Deputy Director (DDNRO)[6]

## Budget der US-Geheimdienste 2013
Nach einem Bericht der Washington Post beträgt das Budget aller Nachrichtendienste der USA zusammen derzeit 52,6 Milliarden US-Dollar. Nachfolgend sind die fünf größten Behörden aufgeführt, deren jeweilige Budgets die Post in die vier Kategorien Unterhalt, Sammeln von Daten, Datenverarbeitung und -verwertung sowie Datenanalyse unterteilt hat.
| Name der Behörde/des Programms | Name der Behörde/des Programms           | Budget Verwaltung und Unterhalt (Management and support) | Budget Datenbeschaffung (Data collection) | Budget Datenverarbeitung und -verwertung (Data processing and exploitation) | Budget Datenanalyse (Data analysis) | Budget Gesamt |
| ------------------------------ | ---------------------------------------- | -------------------------------------------------------- | ----------------------------------------- | --------------------------------------------------------------------------- | ----------------------------------- | ------------- |
|                                | Central Intelligence Agency              | 01,8                                                     | 11,500                                    | 0,387                                                                       | 1,100                               | 14,787        |
|                                | National Security Agency                 | 05,2                                                     | 02,500                                    | 1,600                                                                       | 1,500                               | 10,800        |
|                                | National Reconnaissance Program          | 01,8                                                     | 06,000                                    | 2,500                                                                       | –                                   | 10,300        |
|                                | National Geospatial-Intelligence Program | 02,0                                                     | 00,537                                    | 1,400                                                                       | 0,973                               | 04,910        |
|                                | General Defense Intelligence Program     | 01,7                                                     | 01,300                                    | 0,228                                                                       | 1,200                               | 04,428        |
| Gesamt                         | Gesamt                                   | 12,5                                                     | 21,837                                    | 6,115                                                                       | 4,773                               | 45,225        |

Angaben in Milliarden US-Dollar

## Vergleichbare Organisationen in Deutschland
- Kommando Strategische Aufklärung, größtes Kommando der Bundeswehr und zuständig für sämtliche Maßnahmen der strategischen Informationsgewinnung, darunter insbesondere die Satellitenaufklärung mittels SAR-Lupe